# Klaus Knopper
Klaus Knopper va nàixer a Ingelheim am Rhein, Renània-Palatinat, l'any 1968. És graduat en Enginyeria Elèctrica de la Universitat de Tecnologia Kaiserslautern (en alemany: Technische Universität Kaiserslautern), és cofundador de LinuxTag (una gran exposició Europea de Linux) i desenvolupador de Programari Lliure. Des de 1998, treballa de forma independent com Consultor en IT, a més és professor en la Kaiserslautern University de Ciències Aplicades, assessor, conferenciant i realitza personalitzacions per a maquinari, entre moltes altres coses.
Knopper és el creador de les mundialment reconegudes distribucions Live CD Knoppix (amb KDE com escriptori predeterminat) i Gnoppix (amb Gnome com escriptori predeterminat), ambdues distribucions basades en Debian.
Knopper està casat amb Adriane Knopper, qui té debilitat visual. Ella ha ajudat a Knopper a crear un una versió de Knnopix dedicada especialment a persones amb ceguesa o debilitat visual. El seu nom ha estat donat per a aquesta distribució: Adriane Knoppix.
Knnoper també és conegut com l'home 'No Hard Disk' (en valencià: 'Sense disc dur'), un nom donat pel periodista hindú Swapnil Bhartiya.